# آيت بن يعقوب (تيمحضيت)
آيت بن يعقوب هي إحدى مشيخات المملكة المغربية، تتبع جغرافيا لإقليم إفران وإداريًا لتيمحضيت. يقدر عدد سكانها بـ 2192 نسمة حسب الإحصاء الرسمي للسكان والسكنى لسنة 2004.